# Julien Crozet
Pour les articles homonymes, voir Crozet.
Julien Marie Crozet, né le 26 novembre 1728 à Port-Louis (Bretagne) et mort le 24 septembre 1782 à Paris, est un officier de marine français du XVIIIe siècle.

## Biographie

### Jeunesse
Son père, Joseph Crozet, dauphinois d'origine, commerçant et fournisseur aux armées, s'installe à Port-Louis, rue de la Pointe, en 1727. Il y épouse le 4 février 1728, Marie Relo. Le couple aura dix-neuf enfants, onze garçons et huit filles. Julien-Marie est l'aîné. Il est baptisé le 27 novembre à l'église Notre-Dame.
Le 3 septembre 1739, il est confié au capitaine Jean-Baptiste Gaultier de La Renaudais et embarque comme pilotin sur le Maurepas à destination de Pondichéry. La Renaudais se charge alors de son instruction.
De retour à Port-Louis le 26 mai 1741, il rembarque, toujours comme pilotin, en décembre 1742, sur le Philibert, pour la Chine et ne reviendra qu'en décembre 1744.

### Carrière

#### La guerre de Succession d'Autriche
Le 2 avril 1745, il part comme volontaire pour les Indes à bord du Maurepas, sous les ordres du capitaine Pierre-André de Sanguinet, pour défendre les comptoirs du Sénégal, de Saint-Louis et de Gorée contre les Anglais au cours de la guerre de Succession d'Autriche. Après la perte du navire le 13 juin, il revient en France. Il est alors nommé enseigne surnuméraire.
Le 25 avril 1746, il s'embarque comme volontaire sur le Duc de Penthièvre à destination de l'île de France, aujourd'hui île Maurice, puis de là rejoint l'escadre de Mahé de La Bourdonnais à Pondichéry. Le 9 novembre 1748, il est de retour en France puis prend part en avril 1749 à la campagne de Ouidah comme enseigne-écrivain sur le Triton. Le 21 novembre 1750, il joint le Glorieux comme 2ème enseigne sous le commandement de Jean-Baptiste d'Après de Mannevillette et voyage aux Mascareignes. Le navire est désarmé à l'île-de-France en octobre 1751, et l'équipage transféré sur le navire les Treize Cantons.
En mai 1753, son premier commandement lui est confié, celui du brigantin L’Éléphant qui conduit au Sénégal . Il est ensuite nommé capitaine du Petit chasseur à Saint-Louis. En mai 1754 il prend le commandement de l'Anna Maria, une prise anglaise saisie pour trafic illégal à Portendick en Mauritanie, qu'il ramène à Lorient où elle est désarmée en juillet 1754 .
Il embarque le 3 mai 1755 sur la Danaé en qualité de 1er enseigne, et y prend les fonctions de 2ème lieutenant sous le commandement de Daniel Marie Dufay la Brancherre. Il débarque à Pondichéry, et passe sur le Lys en février 1756. De retour à Lorient le 17 février 1757, il y apprend la mort de son père survenue deux mois auparavant.

#### La guerre de Sept Ans
La guerre de Sept Ans ayant éclaté en 1756, il reçoit le 7 mars 1758, le commandement d'une frégate de dix canons, le Volant et mène de violents combats contre les anglais sur les côtes du Sénégal. Le 29 décembre, il est capturé devant Gorée.
Libéré, il rentre en France le 27 janvier 1759 et y apprend le décès de sa mère. Le même mois, il est nommé capitaine de brûlot avec pour mission de lever les plans de la Basse-Vilaine et d'analyser la possibilité de faire sortir les navires de la Marine Royale bloqués dans cette rivière.
Le 9 janvier 1761, il embarque comme 2ème lieutenant sur le Comte d'Argenson sous les ordres de Marion Dufresneet se rend à l'Ile de France où est déposé l'astronome Alexandre-Guy Pingré, qui rejoint ensuite l'île Rodrigues pour y observer le passage de la planète Venus devant le soleil. De retour en France le 27 janvier 1764, il y découvre son premier enfant né le 27 septembre 1761.
Le 22 septembre 1765, il embarque comme 2ème lieutenant pour la Chine à bord du Penthièvre, sous le commandement de Louis de Joannis, et revient à Lorient le 7 juillet 1767.
En février 1768, il est nommé premier lieutenant sur le Condé, sous le commandement de Jean Baptiste Philibert Le Veyer de Belair, et repart aux Indes. Il est de retour en septembre 1769.
Le 7 novembre 1770, il embarque comme premier lieutenant sur le Duc-de-Praslin à destination des Indes, sous les ordres du capitaine Clonard. Il débarque le 20 mars 1771 lors d'une escale à l'Ile de France, repéré par Pierre Poivre chargé par Marion-Dufresne des préparatifs d'une expédition dans le Pacifique.

### L'expédition Marion-Dufresne-Crozet
Marion-Dufresne est chargé de ramener à Tahiti Aoutourou que Bougainville avait amené en France en 1769. Il demande alors qu'un des ravitailleurs du Roi lui soit attaché. Il engage Crozet comme second sur le Mascarin (1771). Aoutourou meurt de la variole dans la baie de Fort-Dauphin à Madagascar. Marion-Dufresne décide alors d'entreprendre un tour du monde pour découvrir de nouvelles îles et surtout le continent austral.

#### Découverte des îles du Prince-Édouard et Crozet

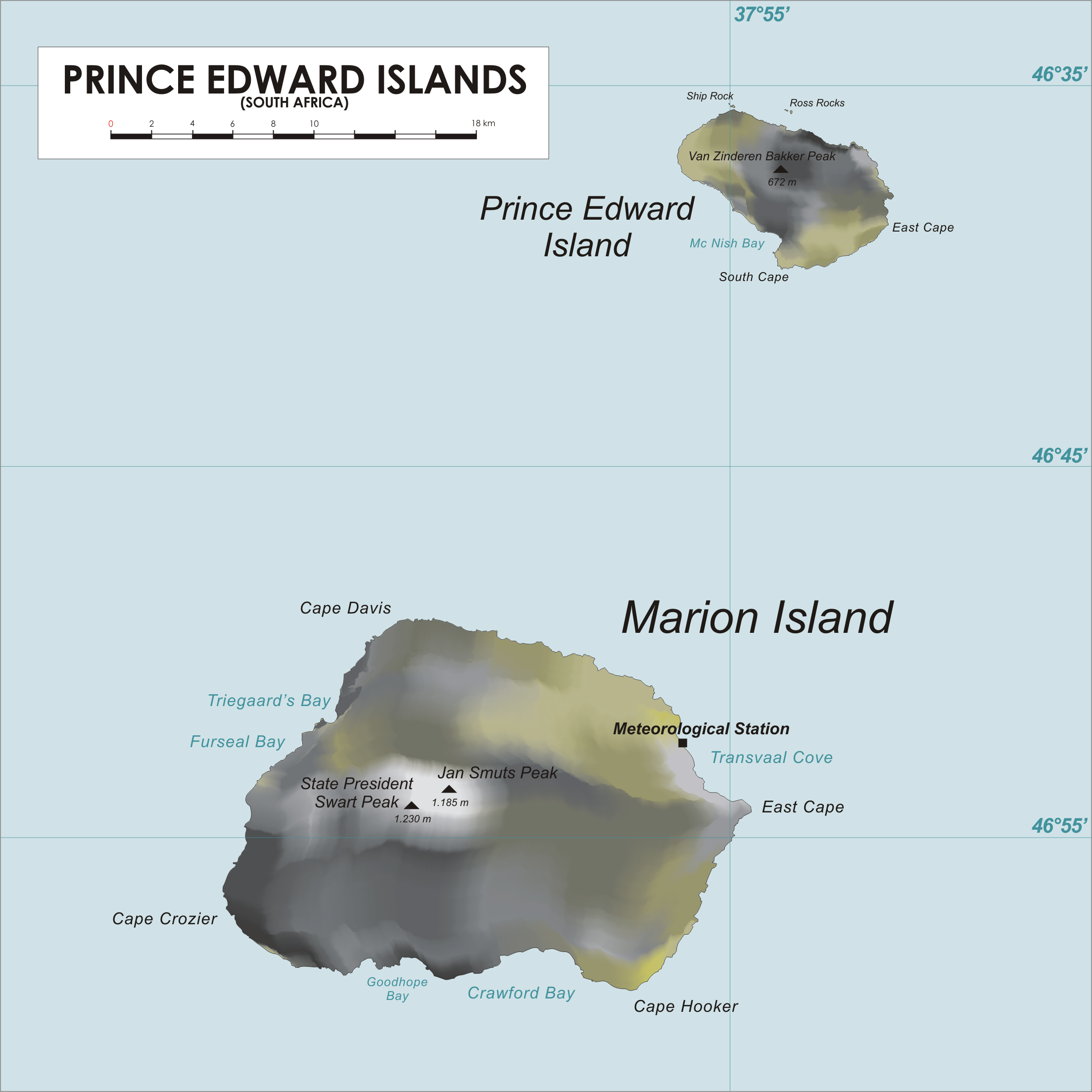
Les îles du Prince-Édouard

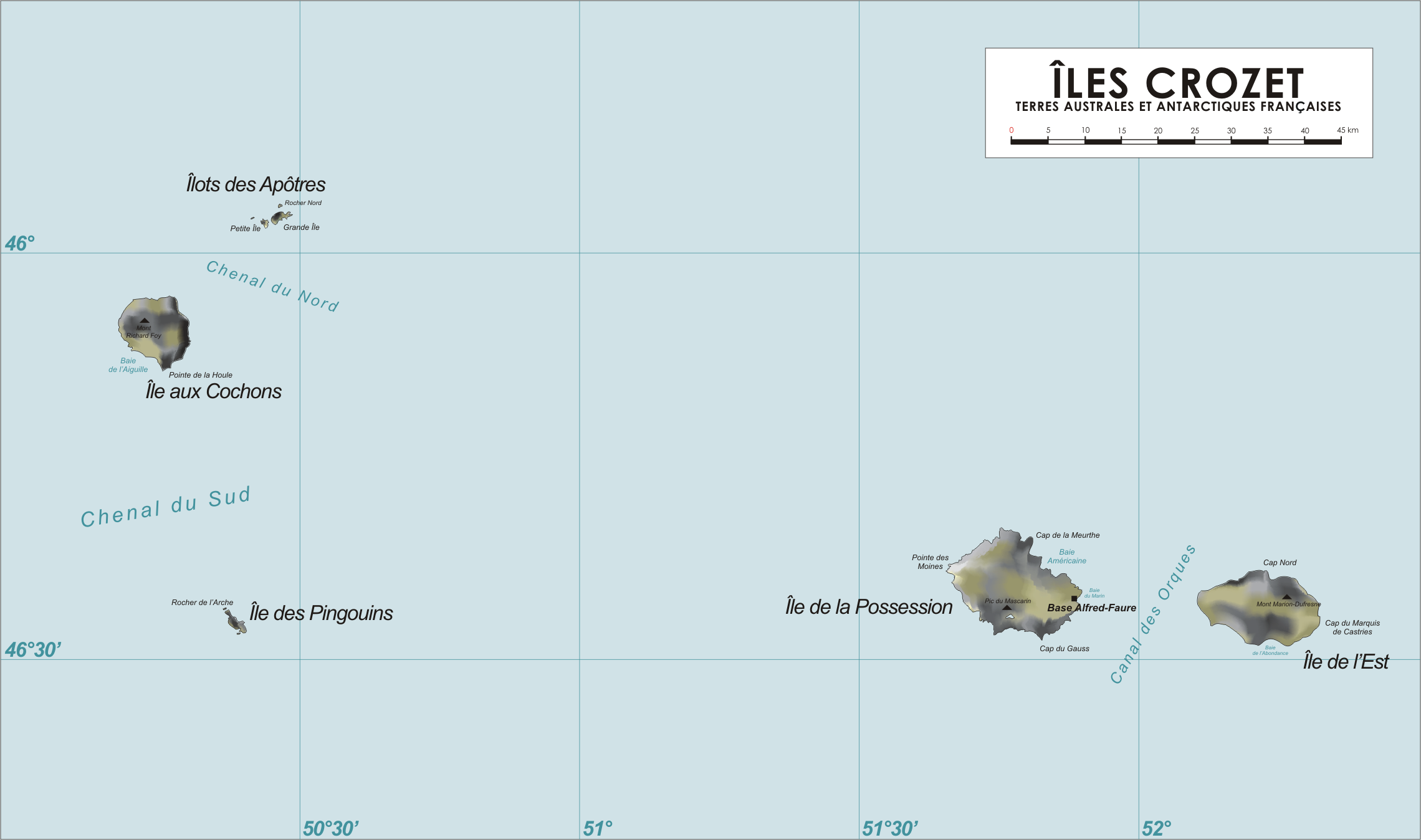
Les îles Crozet

Les deux navires, deux flûtes, partent ainsi du cap de Bonne-Espérance le 28 décembre 1771. Le 13 janvier 1772, ils découvrent de nouvelles terres que Marion-Dufresne nomme Terre de l'Espérance. Il s'agit aujourd'hui de l'Archipel du Prince-Édouard dont l'une des îles porte aujourd'hui le nom de Marion.
Le 22 et le 24 janvier, ils découvrent des îles que Marion-Dufresne baptise Îles Froides et Île Aride, ce sont les actuelles îles Crozet. Julien Crozet prend possession de l'île principale nommée île de la Possession par Marion. 

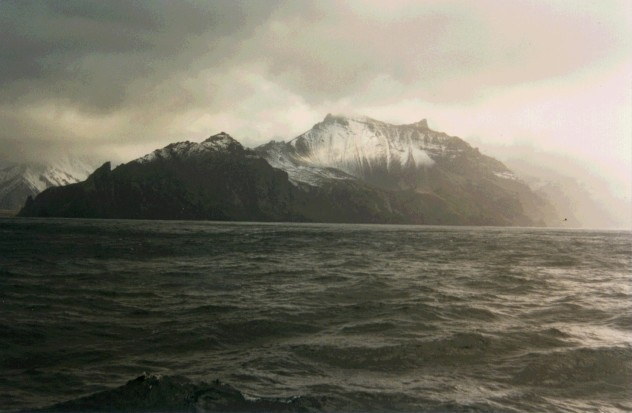
Vue des îles Crozet

Crozet lors de cette prise de possession où selon la coutume il enferme l'acte dans une bouteille déposée au sommet d'une pyramide de pierres écrit : L'endroit où je débarquai était absolument pierreux. Je montai sur une éminence d'où j'aperçus de la neige qui s'étendait dans plusieurs vallées ; la terre semblait aride et était couverte d'une petite herbe fine... Il y découvre une immense colonie d'éléphants de mer, manchots, pétrels et cormorans. 

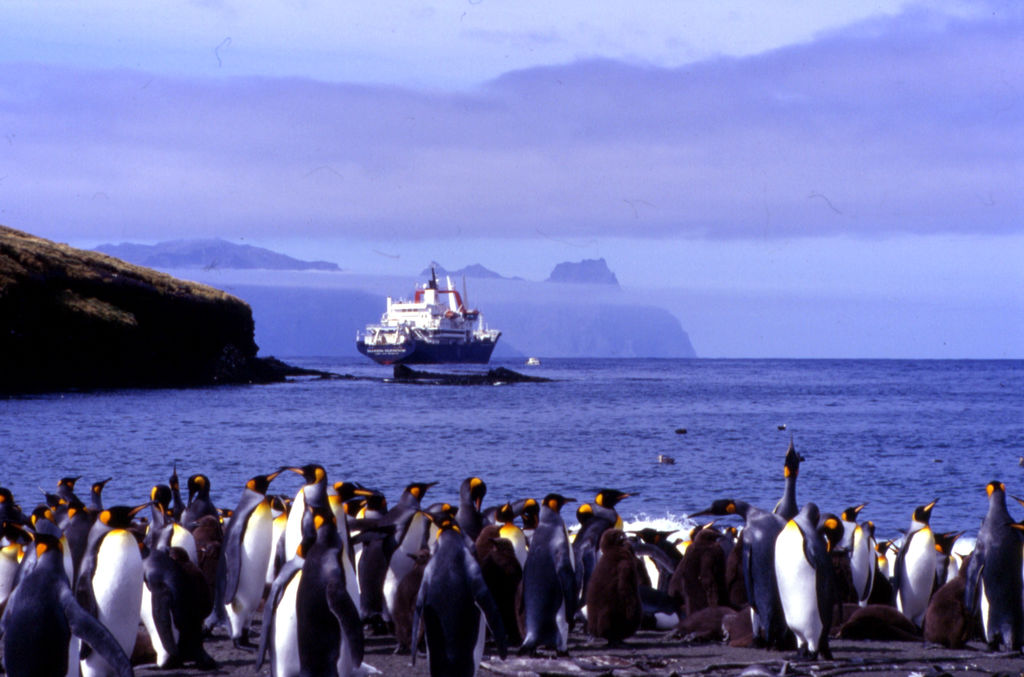
Les îles Crozet abritent une importante faune

#### Escale en Nouvelle-Zélande
Le 3 mars, les navigateurs arrivent en Terre de Van Diemen où ils sont accueillis par une population belliqueuse. Ils quittent l'île le 10 mars en direction de la Nouvelle-Zélande qu'ils atteignent le 22. Ils y rencontrent le chef Tacouri avec qui ils entretiennent des rapports amicaux.
Les rapports deviennent tels que Marion Dufresne décide de faire désarmer les canots et les baleinières allant à terre malgré la désapprobation de Crozet. Le 8 juin, Crozet remarque qu'un indigène avec qui il s'est lié d'amitié est anormalement triste et lui fait de nombreux cadeaux, ce qui lui paraît étrange. De même, les hommes avec qui les officiers avaient sympathisé, pour la première fois, ne se rendent pas à bord. Le 12 juin, Marion Dufresne s'embarque dans sa baleinière avec seize hommes dont deux officiers dans le but d'aller chercher et manger des huîtres. Ils sont accompagnés par le chef Tacouri et quelques hommes à lui. A la nuit tombée, personne ne revient à bord, ce qui d'abord n'inquiète, en raison de l'hospitalité et de la grande confiance qui règne, personne. Le lendemain, une chaloupe est envoyée à terre chercher de l'eau. Quelque temps plus tard, un homme est aperçu revenant à la nage vers le navire et est recueilli. Grièvement blessé, il apprend alors à tous qu'il vient d'échapper au massacre des hommes de la chaloupe et a vu périr tous ses compagnons. Crozet en déduit aussitôt le sort de Marion et de ses hommes. Il fait alors rechercher tous les hommes restés dans les stations à terre et a confirmation du massacre, les indigènes proclamant à tue-tête Tacouri maté Marion (Tacouri a tué Marion). Il parvient enfin à s'embarquer et à regagner les navires.

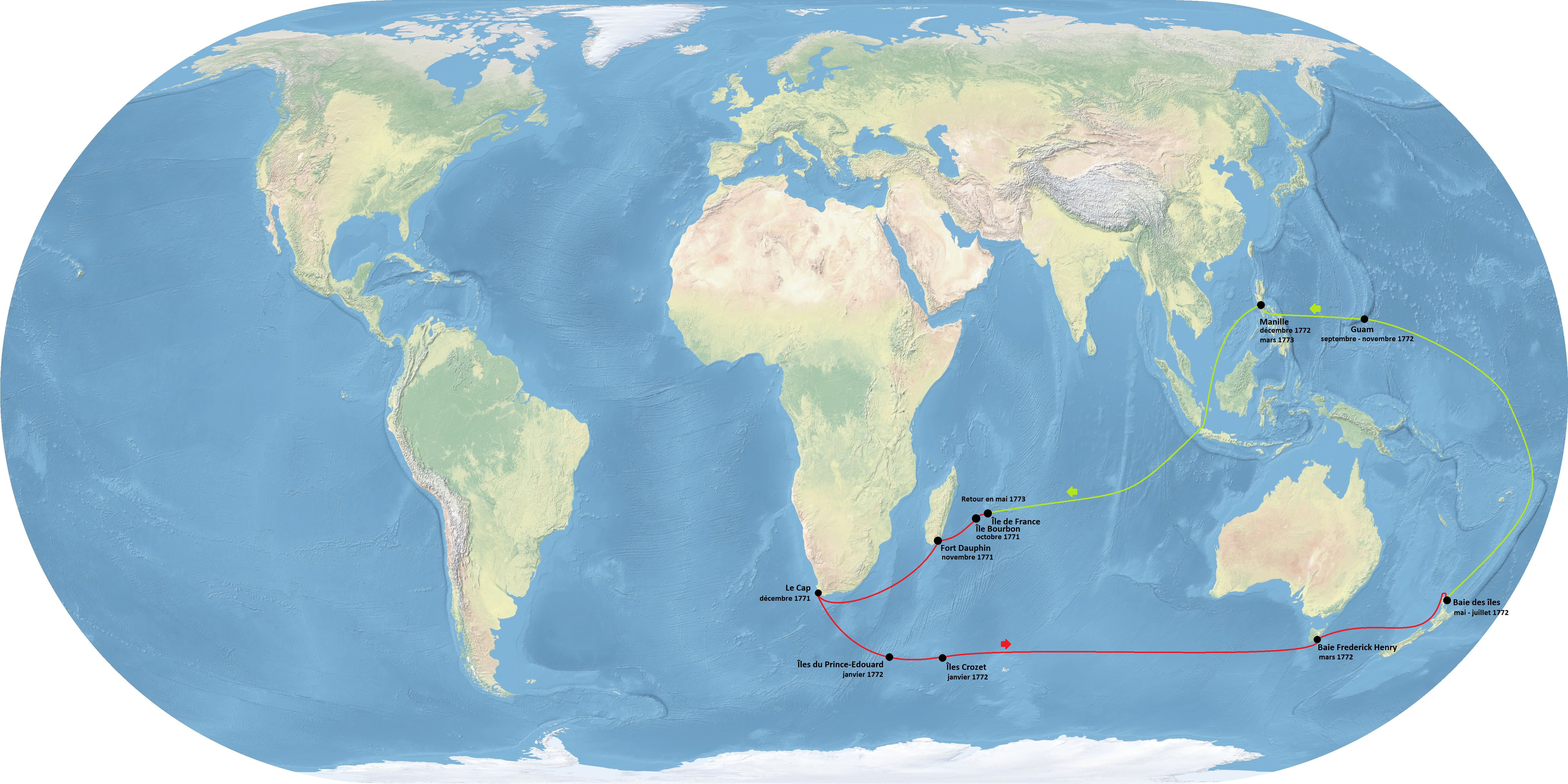
Trajet du Mascarin commandé par Marion-Dufresne jusqu'à son assassinat en Baie des îles le 12 juin 1772, puis par Julien Crozet.

Afin de s'assurer de la mort réelle de Marion Dufresne et de ses compagnons, Crozet fait ensuite envoyer une chaloupe fortement armée pour effectuer des recherches minutieuses. Il donne l'ordre d'exterminer les habitants et de mettre le feu au village après avoir fouillé les habitations. Les hommes découvrent les preuves du cannibalisme, un crâne cuit avec des lambeaux de chair demeurant même chez Tacouri ainsi qu'une cuisse entamée fixée à une broche. Des vêtements et des objets furent aussi retrouvés.
Au retour de la chaloupe, Crozet recherche alors les instructions du gouverneur de l’Île de France dans les affaires de Marion et décide de poursuivre le voyage.
Crozet écrit à ce moment-là dans son récit : « Ici et là, on nous dresse une image de ces hommes primitifs ; ils sont portés aux nues par ceux qui ne les connaissent pas et qui leur attribuent, gratuitement, plus de vertus et moins de défauts que ceux possédés par ces hommes qu'ils se plaisent à appeler artificiels parce que l'éducation a réellement parachevé la raison. »
Crozet dans son récit se montre partisan d'un continent englouti entre la Nouvelle-Zélande et Tahiti.
Le 14 juillet, Crozet, secondé par Ambroise Bernard Marie Le Jar, chevalier Du Clesmeur qui prend la responsabilité du Duc de Castries, quitte la Nouvelle-Zélande en direction des îles Rotterdam (aujourd'hui Namuka-i-Lau) et Amsterdam. Il découvre alors une nouvelle île qu'il nomme île du Point du Jour. Il s'agit vraisemblablement de l'île de Niuafoʻou. Enfin, il atteint l'île de Guam le 20 septembre 1772. Après un séjour de deux mois à Guam, il quitte Agana le 19 novembre en direction des Philippines et s'ancre en baie de Manille le 5 décembre pour y faire réparer les navires. Le 15 février 1773, le Castries, entièrement remâté et caréné se sépare du Mascarin pour faire route vers l’Île de France. Le Mascarin quant à lui prendra la même route le 8 mars. Après avoir passé Sumatra le 7 avril, il s'engage dans le détroit de la Sonde et fait escale à l'île Rodrigue. Il arrive enfin à l’Île de France le 7 mai 1773.

### Fin de carrière
De retour en France le 4 novembre 1773 sur le Triton, Julien Crozet reste avec sa famille pendant un an. Il est ensuite nommé capitaine de brûlot par Louis XV et obtient le commandement de l'Ajax le 7 décembre 1774, avec lequel il navigue en direction des Mascareignes. Lors de l'escale au Cap en mars 1775, il rencontre James Cook à qui il communique les découvertes réalisées en 1772 lors de l'expédition avec Marion-Dufresne.
Il revient à Port-Louis le 8 août 1776 pour repartir en mer le 29 mars 1777 comme capitaine de l'Élisabeth. Bien que plusieurs ouvrages anciens mentionnent sa mort en mer en 1780, des recherches plus récentes ont permis de montrer qu'il existe un acte de décès qui fait état de la mort de Julien Crozet à Paris le 24 septembre 1782.

### Famille
Le 14 juillet 1760, il épouse sa voisine et cousine Jeanne-Marie Calvé. Elle lui donnera cinq enfants, Jean-François (né le 27 septembre 1761), Toussaint-Blaise (né en mai 1762), Julien-François (né le 7 août 1770-mort en octobre 1770), Julien-Marie (né le 31 mars 1775) et Jeanne-Marie (née en août 1777).

## Hommages
Les îles Crozet sont nommées d’après lui, de même qu’une rue et un lycée professionnel portent son nom dans sa ville de naissance.
Le nom du village La Croizetière (initialement La Crozetière) à Riantec est issu du nom de famille Crozet. A cet endroit en 1751, Joseph Crozet, le père de Julien Crozet, acquit une métairie et se réserve un logement personnel qui servira de maison d'été à la famille. Julien Crozet hérita de cette ferme et de la propriété de campagne à la mort de son père en 1755.

## Œuvres
- Terres Australes, Extrait de la campagne de la flutte du roy le Mascarin, à commencer de son départ du Cap de Bonne Espérance jusqu'à son arrivée aux Manilles aux Terres australes, 1771-1773, 1773
- Voyage à la Mer du Sud, 1783